# Cancer borealis
Cua Jonah (Danh pháp khoa học: Cancer borealis) là một loài cua biển sống ở vùng biển dọc theo bờ biển phía đông của Bắc Mỹ từ Newfoundland đến Florida.

## Đặc điểm
Cua Jonah có một thân hình tròn, gồ ghề với những đốm sáng nhỏ và cặp càng to khỏe với đầu màu nâu đen. Chiều rộng thân tối đa được báo cáo đối với cua đực là 222 mm, trong khi cua cái hiếm khi vượt quá 150 mm. Nó là họ hàng gần nhất với cua nâu châu Âu ở Tây Đại Tây Dương. Cua Jonah đã được báo cáo là sống ở độ sâu lên tới 750 m. Sở thích môi trường sống đối với chất nền đá ở Đảo Rhode và Vịnh Maine đến lớp đất sét và đất sét trên sườn lục địa.
Người ta chấp nhận rộng rãi cho rằng loài này di chuyển ra vùng nước ngoài vào mùa thu và mùa đông, và con cua cái đã được ghi nhận di chuyển vào bờ vào cuối mùa xuân và mùa hè. Cua Jonah được biết là di chuyển đến các khu vực có nhiệt độ ưa thích để điều chỉnh nhiệt. Nhiệt độ ưa thích của loài động vật này thay đổi tùy thuộc vào nhiệt độ mà nó thích nghi. Nhiệt độ ưa thích trung bình ước tính là 15,4 °C (59,7 °F). 
Theo phân tích thành phần trong dạ dày trên các cá thể cua đánh bắt được từ Vịnh Maine, chế độ ăn uống của chúng bao gồm trai, động vật chân đốt, ốc sên và một số loài tảo, trong đó, Vẹm xanh (Mytilus edulis) bao gồm hơn 50% mẫu vật trong dạ dày được phân tích. 

## Khai thác
Cua Jonah từ lâu đã bị bắt được trong những cái bẫy tôm hùm. Một lần, chúng bị coi là một loài phiền toái và một loài gây hại đánh cắp mồi trong bẫy và chúng bị ném trở lại biển bởi nhiều ngư dân giận dữ. Trong hai mươi năm qua, đặc biệt là ở New England, việc khai thác đã tăng lên do áp lực đánh bắt và nhu cầu thị trường tăng. Sản lượng khai thác ở Hoa Kỳ đã tăng từ 2-3 triệu bảng mỗi năm trong thập niên 1990 lên hơn 17 triệu bảng vào năm 2014. Năm 2014, 70,05% sản lượng đến từ Massachusetts, tiếp theo là Đảo Rhode với 24,43%. Cua Jonah không được quản lý liên bang tại Hoa Kỳ, mà thay vào đó được quản lý bởi các quốc gia riêng lẻ với sự phối hợp giữa các tiểu bang của Ủy ban Nghề cá biển Đại Tây Dương. 

## Ẩm thực
Thịt cua Jonah có vị ngọt và mặc dù nó không nhiều thịt như cua West Coast Dunguity, nhưng ăn rất ngon. Những cặp càng có thể được phục vụ với mon hấp và phục vụ ướp lạnh trong đá cho món khai vị và thịt làm nên một chiếc bánh cua tuyệt vời, mà ở New England thường là một phần của bánh sandwich ăn kèm với mayonnaise. Nước dùng hải sản và súp phong cách châu Á (cháo) có thể được làm từ vỏ và kết cấu tốt như cua tuyết nhưng chắc như cua đá Florida khi được chế biến đúng cách.